# Romana Hejdová
Romana  Hejdová, née le 9 mai 1988 à Brno (Tchéquie), est une joueuse professionnelle tchèque de basket-ball.

## Biographie
En 2008, elle participe aux Jeux olympiques.
Pour 2013-2014, elle rejoint le club promu en LFB d'Angers pour sa première expérience à l'étranger. Après deux saisons réussies dans l'Anjou (10,7 points, 2,8 rebonds et 2,3 passes décisives pour 9,5 d'évaluation en 29 minutes en 2014-2015), elle signe mi-2015 pour Tarbes. Mais à la suite de la relégation financière en LF2 de Tarbes, elle joue finalement dans l'équipe repêchée de Hainaut. Pour sa seconde saison au Hainaut, elle inscrit 26 points en novembre 2016 lors de la victoire 71 à 56 sur Angers.
Romana  Hejdová rejoint le club de Basket Landes pour la saison 2018-2019 de la LFB et signe en avril 2019 pour une seconde saison. Ana Dabović indisponible en début de la saison LFB 2021-2021, elle rejoint Montpellier, mais elle quitte le club dès décembre avec des statistiques faibles (5,3 points par match, 4 rebonds, 1,0 passe décisive) pour rejoindre Nantes Rezé.

## Palmarès
- Vainqueur de l'Euroligue en 2006
- Championne de République tchèque en 2005, 2006, 2007 et 2010
- Vainqueur de la Coupe de République tchèque en 2013